# Meo Patacca

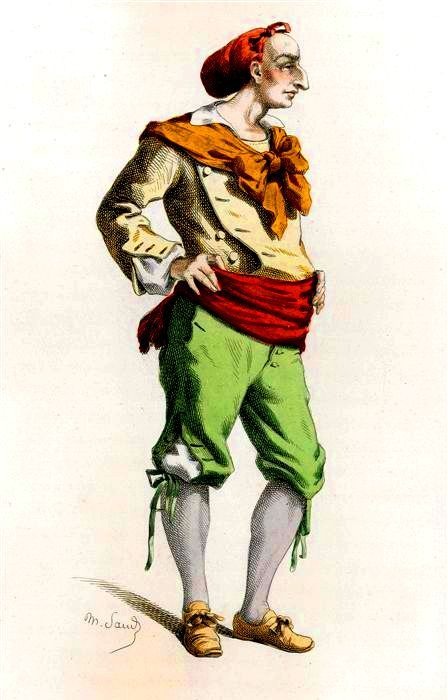
Meo Patacca maschera romanesca in un disegno dell'Ottocento

Meo Patacca o vero Roma in feste nei trionfi di Vienna, meglio noto come Meo Patacca, è un'opera in versi, scritta in dialetto romanesco, di Giuseppe Berneri (1637 - 1701).

## L'opera
Originariamente pubblicata dall'autore nel 1695, col titolo integrale di Il Meo Patacca o vero Roma in feste nei trionfi di Vienna. Poema giocoso nel linguaggio Romanesco di Giuseppe Berneri. Romano Accademico Infecondo. Edizione seconda, arricchita di num. 52 tavole inventate ed incise da Bartolomeo Pinelli romano in Roma, presso L. Fabri in Via Capo le Case n° 3, è la storia di un baldanzoso e tracotante sgherro romano, un popolano bravo con le armi, che avuta notizia dell'assedio di Vienna da parte dei Turchi Ottomani, decide di organizzare una sua spedizione di volontari in appoggio degli austriaci.
L'opera è, nel suo complesso, ascrivibile all'allora incipiente genere del poema eroicomico che, come ne lascia intendere la stessa dicitura, nasceva col proposito d'irridere e dissacrare gli stilemi e la filosofia alla base della precedente poesia epica cavalleresca, nel caso specifico di Berneri (alla pari di tanti altri omologhi italiani) coniugato spesso col linguaggio ed i modi della commedia dell'arte. 
Le vicende del protagonista, infatti, benché minute e quasi futili, si tingono d'un compiaciuto tono epico e solenne, quasi si trattassero di traversie degne del più prode dei cavalieri, coronate con un lieto fine dell'impresa in realtà mai avviatasi, visto che, quando Meo si accinge finalmente a partire, nell'Urbe giunge la notizia che Vienna si è liberata dell'assedio, con gli austriaci che hanno perdipiù respinto le forze ottomane fin oltre l'Ungheria, e perciò il denaro raccolto viene così usato per organizzare i festeggiamenti.
L'importanza dell'opera si pone innanzitutto per il suo carattere documentale, laddove ci tramanda tutta una serie d'informazioni sulla lingua, i posti, le usanze, le abitudini ed i costumi del popolo romano dell'epoca. Nell'ultimo canto è riscontrabile anche un riferimento al fanatismo religioso: viene assediato il ghetto con il futile pretesto che gli ebrei avrebbero parteggiato per i Turchi.
Sin dalla sua pubblicazione, la figura di Meo Patacca assurse a maschera teatrale della cittadinanza dell'Urbe, per poi cadere in un lungo periodo d'oblio a causa del giogo della censura papalina. Nell'Ottocento riacquisì popolarità quando il poema di Giuseppe Berneri fu ripreso e riscritto da due famosi attori romani dell'epoca, Annibale Sansoni e Filippo Tacconi (detto il "Gobbo Taccone"), col titolo di Meo Patacca e Marco Pepe la crapetta, con cui riscossero un successo straordinario, arrivando a contare circa 1500 repliche. Nel 1835, al teatro Pallacorda, andò in scena Un pranzo a Testaccio o Il matrimonio di Marco Pepe, che prendeva spunto da Meo Patacca.
Dall'opera sono stati tratti, oltre a diversi spettacoli, il film Meo Patacca di Marcello Ciorciolini interpretato, tra gli altri, da Mario Scaccia e Gigi Proietti.

## Trama
L'azione prende inizio dall'arrivo di un corriere a Roma con la notizia che i Turchi hanno stretto d'assedio Vienna. Meo Patacca «er più bravo trà gli Sgherri Romaneschi», pensa di radunare una truppa di «Sgherri arditi e scaltri» per soccorrere la città assediata. Nuccia, sua innamorata, lo scongiura di non andare alla guerra e con le sue lacrime lascia turbato Meo, il quale è infatti alla sua prima esperienza di guerra.
Meo vaga pensoso per Roma e passa per Piazza Navona dove c'è una magnifica fontana:
Ce so' poi sopra quattro cantonate,
Et altrettante statue, una pe' parte;
Ce stanno iofamente qui assettate
Se i posti da sedè glie fece l'arte.
Questi so' fiumi con le fogge usate,
Assai famosi in tell'antiche carte:
Nilo, Gange, Danubio, e c'è di più,
Detta rio de la Plata, il gran Pegù.
[...]
Et ecco, che già tutto v'ho mostrato,
Sol resta a dirvi, che fu autor famoso
Di quest'opera granne, (et io m'inchino
Alle sue grolie), il Cavalier Bernino.
Prima, Meo aveva bastonato Calfurnia, una specie d'indovina che non gli aveva dato un'interpretazione soddisfacente di un suo sogno. Calfurnia, offesa, si vendica sparlando di lui con Nuccia ed inducendo Marco Pepe, un altro degli «Sgherri» romaneschi, a sfidare Meo a duello.
Meo sconfigge astutamente Marco Pepe e Calfurnia è ingiuriata e percossa in malo modo da Nuccia, indignata. Fornito il suo esercito di armi ed insegne, fatta la rassegna delle forze alla presenza del popolo e della nobiltà romana, che lo incoraggia con sussidi in denaro, Meo si rappacifica con Nuccia. Alla vigilia della partenza, giunge di notte la notizia che l'assedio di Vienna è stato tolto, e che anzi gli Austriaci hanno conquistato Buda. Allora, Meo lieto di aver evitato la pugna dà inizio alle feste di esultanza, con grande pompa di fuochi e luminarie.
Più ch'in ogn'altro loco, assai gustosa
Rescì 'sta festa in una strada ritta,
Longa un miglio, et in Roma assai famosa;
Pe' nominata antica, il Corzo è ditta.
Nel Carnevale è piena 'sta calcosa
Di gente così nobil, come guitta,
A diluvio le maschere ce vanno,
E la Curza, li Barbari ce fanno.
Le feste vengono rinnovate quando giunge la conferma ufficiale della vittoria. Tra il tumulto della folla Meo si trova impegnato in mille brighe dalle quali esce vittorioso dando prova di possedere realmente quel senso cavalleresco che tanto decantava. 
Il poema termina con le liete nozze di Meo con Nuccia.